# Hamburger
Hamburger, tudi samo burger, je jed, sestavljena iz ploščatega polpeta mletega mesa (pleskavice), običajno govedine, v prerezani krušni bombeti ali žemlji. Poleg osnovnih sestavin vsebuje različne kombinacije dodatkov, kot so kečap, majoneza, solata, rezine paradižnika, čebule, kumaric ipd. Ponekod ga obravnavajo kot vrsto sendviča, čeprav je sendvič običajno narejen iz narezanega kruha.
Beseda izvira iz imena nemškega mesta Hamburg oziroma izpeljanega demonima (dobesedno »hamburžan«), pri čemer povezava ni povsem razjasnjena. Okrajšana različica burger se v angleščini uporablja tudi kot pripona za skovanke, ki poimenujejo drugačne tipe hamburgerjev, v slovenščini pa s pridevnikom – npr. piščančji burger, burger s sirom ali zelenjavni burger. Predhodnik hamburgerja so bili hamburški zrezki iz mletega mesa. Kdo je prvi ponudil to jed v prerezani bombeti, ni znano, najstarejše znane omembe v medijih pa so s konca 19. stoletja. Že kmalu po tistem se je jed razširila po vsej državi in postala ena najznačilnejših jedi ameriške kuhinje oziroma elementov ameriške kulture nasploh. Zdaj velja za ameriško narodno jed.